# 德懷特·戴維斯
德懷特·戴維斯（英語：Dwight Filley Davis Sr.，1879年7月5日—1945年11月28日），美國網球運動員、政治人物，以戴維斯盃創辦人身份最為聞名，於1923至25年間曾任美國戰爭部副部長，1925至29年間為部長。